# Nanuk (Zeichentrickserie)
Nanuk (Originaltitel: La Grande Chasse de Nanook) ist eine französische Zeichentrickserie, die zwischen 1996 und 1997 produziert wurde.

## Handlung
Der 12-jährige Eskimojunge Nanuk konnte seinen Vater niemals kennenlernen. Kurz vor der Geburt von Nanuk versuchte er, den Bären Suaq Nanuk zu töten, und kehrte dabei nicht mehr heim. Heute weiß Nanuk nur das über ihn und fragt sich, bei welchen Stämmen seine Wurzeln liegen. Nun versucht Nanuk sich an dem Tier zu rächen und geht dafür auf eine beschwerliche Reise durch die arktische Eislandschaft. Dabei lernt vieles über Angst, Entbehrung und Mutlosigkeit und was dazu gehört, ein starker Mann zu werden. Auf der anderen Seite lernt er aber auch Freundschaften zu schätzen und an sich selbst zu glauben und erlebt viele Abenteuer.

## Namensherkunft
Nanuk wird zum einen als männlicher Vorname für den Heranwachsenden Jungen verwendet. Anderseits ist es auch ein Wort aus der Sprache der Eskimos und bedeutet Eisbär. Die Inuitmythologie besagt, dass Nanuk der Meister der Bären sei. Er allein entschied über Erfolg oder Misserfolg bei der Bärenjagd.

## Produktion und Veröffentlichung
Die Serie wurde zwischen 1996 und 1997 in Frankreich produziert. Dabei sind 26 Folgen entstanden. Die deutsche Erstausstrahlung fand am 7. Januar 2001 auf Super RTL statt.

## Episodenliste
| Folge | deutscher Titel          | deutsche Erstausstrahlung | französischer Titel              |
| 1     | Der große Bär            | 07.01.2001                | Suaq Nanok                       |
| 2     | Die Rettung der Wale     | 14.01.2001                | Knud, le chasseur oublié         |
| 3     | Die Bärenjäger           | 21.01.2001                | Pour vaincre l’oiseau sans plume |
| 4     | Der erste Bär            | 28.01.2001                | L’épreuve du chasseur            |
| 5     | Der Fremde               | 04.02.2001                | L’étranger                       |
| 6     | Judiths Medizin          | 11.02.2001                | Le souffle de la tempête         |
| 7     | Kauna unter Verdacht     | 18.02.2001                | Accusé                           |
| 8     | Die rote Uniform         | 25.02.2001                | L’habit rouge                    |
| 9     | Das Geheimnis des Lahmen | 04.03.2001                | Le secret du boiteux             |
| 10    | Der verspottete Jäger    | 11.03.2001                | L’exclu                          |
| 11    | Die Stadt auf dem Eis    | 18.03.2001                | La cité sur les glaces           |
| 12    | Der weiße Wolf           | 25.03.2001                | La montagne aux esprits          |
| 13    | Der letzte Speer         | 01.04.2001                | Le dernier des harpons           |
| 14    | Lace                     | 08.04.2001                | La dentelle                      |
| 15    | Der große Abschied       | 15.04.2001                | Le grand départ                  |
| 16    | Die Odyssee              | 22.04.2001                | L’Odessa                         |
| 17    | Der Traumjäger           | 29.04.2001                | Chasseur de rêves                |
| 18    | Wiedersehen mit Pakkak   | 06.05.2001                | Le jugement du grand ours        |
| 19    | Ein neues Leben          | 13.05.2001                | L’aube d’un chasseur             |
| 20    | Das Territorium          | 20.05.2001                | Le territoire                    |
| 21    | Der Eiskrieger           | 27.05.2001                | Le guerrier des glaces           |
| 22    | Die Spur des Herzens     | 03.06.2001                | La piste des cœurs               |
| 23    | Die Rebellion des Sohnes | 10.06.2001                | La révolte des fils              |
| 24    | Die Schuld               | 17.06.2001                | La dette                         |
| 25    | Brüchiges Eis            | 24.06.2001                | Entre vie et honte               |
| 26    | Das andere Ende der Welt | 01.07.2001                | Les deux faces du monde          |